# Citronensäuretriethylester
Citronensäuretriethylester ist der Ester, der aus der Veresterung von Ethanol mit Citronensäure entsteht.

## Eigenschaften
Der Ester ist eine farblose Flüssigkeit, die unter Normaldruck bei 294 °C siedet. Die Dampfdruckfunktion ergibt sich nach Antoine entsprechend log10(P) = A−(B/(T+C)) (P in kPa, T in K) mit A = 3,88263, B = 1743,204 und C = −122,435 im Temperaturbereich von 380 K bis 567 K. Citronensäuretriethylester bildet oberhalb des Flammpunktes entzündliche Dampf-Luft-Gemische. Die Verbindung hat einen Flammpunkt bei 150 °C.

## Verwendung
Herkömmliche Weichmacher auf Phthalsäureesterbasis sind wegen ihrer gesundheits- und umweltschädigenden Aspekte in Verruf geraten. Citronensäureester wie das Triethylcitrat können als ungiftige Alternative eingesetzt werden. Es wird als künstlicher Trägerstoff und Stabilisator in Lebensmitteln, Deodorants, Polymeren und Pestiziden verwendet.
Es ist in der EU als Lebensmittelzusatzstoff der Bezeichnung E 1505 ausschließlich für Aromen und Eiklarpulver zugelassen.